# Муджахид ибн Джабр
Абу́-ль-Хаджжа́дж Муджа́хид ибн Джабр аль-Макки (араб. مجاهد بن جبر‎; 645, Мекка — 723, Мекка) — один из самых известных и уважаемых учёных среди табиинов и имам в области тафсира, хадисов, исламского права (фикха) и чтения Корана (кираатов).

## Биография
Он родился во времена правления халифа Умара ибн аль-Хаттаба. Был персом по происхождению. Некоторые историки причисляли его к вольноотпущенникам племени бану махзум, но на этот счет есть и другие мнения.
Муджахид скончался в 723 г. в Мекке. Согласно сообщению Абу Нуайма, он испустил дух во время земного поклона в намазе.

## Богословская деятельность
Он обучался богословию у многих сподвижников, но больше всего ссылался на Абдаллаха ибн Аббаса, у которого обучился чтению и толкованию Корана, хадисам и нормам шариата. Со слов Муджахида сообщается, что он трижды прочёл Коран Ибн Аббасу, останавливаясь после каждого аята и расспрашивая его о причинах его ниспослания. Муджахид также передавал хадисы со слов ‘Али ибн Абу Талиба, Убаййа ибн Ка‘ба, Ибн Умара, Абу Хурайры, ‘Аиши, Джабира ибн ‘Абдуллаха, Са‘да ибн Абу Ваккаса, Абу Са‘ида аль-Худри, Умм Саламы и др. У него обучались Корану такие выдающиеся чтецы, как Ибн Касир ад-Дари, Абу Амр ибн аль-Ала и Ибн Мухайсин. Хадисы с его слов рассказывали ‘Амр ибн Динар, Ау аз-Зубайр, аль-Хакам ибн Утайба, Сулайман аль-Амаш, Айюб ас-Сахтияни, Ибн Аун, Катада ибн Диама, Хумайд аль-Арадж и др. Аш-Шафии, Яхъя ибн Маин, аль-Бухари и многие другие признавали его надежным и достойным доверия передатчиком. В «Сахихе» имама аль-Бухари" есть много хадисов, рассказанных с его слов.
Муджахид проявлял завидное упорство в обучении религиозным наукам, много путешествовал в поисках знаний и собирал предания не только от мусульманских улемов, но и от людей писания. По его собственному признанию, поначалу он приобретал знания без намерения, а потом Аллах одарил его (правильным и чистым) намерением. Существует мнение, что его перу принадлежит самый ранний сборник преданий, посвященных комментариям Корана.
В сочинениях по тафсиру и в исторических трактатах можно встретить немало странных историй, связанных с именем Муджахида. В некоторых из них сообщается, что он отправлялся в путь, как только слышал о каком-то удивительном месте или событии, чтобы лично убедиться в этом. Передается, что он отправился в Вавилон. Так же передается, что он отправился в Хадрамаут к колодцу «бир бархут». Сообщения о том, что в Вавилоне он нашёл проводника-иудея, который привел его к колодцу, в котором были заточены ангелы Харут и Марут, не заслуживают доверия. Скорее всего, они были сочинены людьми, которые желали создать вокруг личности Муджахида некий ореол святости и таинственности.

## Оценки исламских богословов
- Суфьян ас-Саури говорил: «Обучайтесь тафсиру у четырёх (учёных): Муджахида, Саида ибн Джубайра, ‘Икримы и ад-Даххака»[10].
- Катада ибн Диама говорил: «Среди тех, кто остался в живых, самый знающий в вопросах тафсира — Муджахид»[6].
- Ибн Джурайдж говорил: «Слышать (хадисы) от Муджахида и говорить, что я слышал от Муджахида, для меня желаннее, чем моя семья и мое имущество»[6].
- Аль-Амаш говорил: «Он был старательным в приобретении знаний. А когда он говорил, из его уст словно рассыпался жемчуг»[6].
- Салама ибн Кухайл рассказывал: «Я не встречал никого, кто приобретал бы эти знания только ради Аллаха, кроме троих: ‘Аты, Муджахида и Тавуса»[11].
- Ибн Саад сказал: «Он был надежным передатчиком, правоведом, учёным и рассказал много хадисов»[8].
- Ибн Хиббан сказал: «Он был учёным, сторонился всего сомнительного, часто и много поклонялся и был богобоязненным мужем»[8].